# Melvern
Melvern är en ort i Osage County i Kansas. Vid 2020 års folkräkning hade Melvern 356 invånare.